# Arctornis
Genre
Arctornis est un genre de lépidoptères (papillons) de la famille des Erebidae, de la sous-famille des Lymantriinae et de la tribu des Arctornithini.

## Répartition
On trouve ce genre dans l'écozone paléarctique. 

## Systématique
Le genre Arctornis a été décrit par l’entomologiste allemand Ernst Friedrich Germar en 1810 .
Son espèce type est Arctornis l-nigrum (Müller, 1764)

### Synonymie
- Scarpona Walker, 1862 [2]
- Cassidia Walker, 1862[3]
- Chatracharta Walker, 1862[4]
- Ciaca Walker, 1865[5]
- Topomesa Walker, 1866[6]
- Cobanilla Moore, 1883[7]
- Kanchia Moore, 1883[8]
- Lymantralex Collenette, 1938[9]

## Liste des espèces
- Arctornis alba (Bremer, 1861)
- Arctornis anser (Collenette, 1938)
- Arctornis anserella (Collenette, 1938)
- Arctornis ceconimena  Collenette, 1935
- Arctornis chichibense (Matsumura, 1921)
- Arctornis chinensis (Moore, 1877)
- Arctornis cloanges  Collenette, 1935
- Arctornis comma (Hutton, 1865)
- Arctornis crocophala (Collenette, 1951)
- Arctornis cygna (Moore, 1879)
- Arctornis cygnopsis (Collenette, 1934)
- Arctornis diaphana (Moore, 1879)
- Arctornis divisa (Walker, 1855)
- Arctornis egerina (Swinhoe, 1893)
- Arctornis flavicostatum (Matsumura, 1927)
- Arctornis formosensis (Strand, 1922)
- Arctornis gelasphora  Collenette, 1935
- Arctornis hemilabda  Collenette, 1938
- Arctornis kenya (Collenette, 1931)
- Arctornis kohistana  de Freina, 1987
- Arctornis kumatai (Inoue, 1956)
- Arctornis l-nigrum (Müller, 1764) — le L noir.
- Arctornis leucoscela (Collenette, 1934)
- Arctornis macrocera (Sharpe, 1890)
- Arctornis marginata (Moore, 1883)
- Arctornis melanocraspis (Hampson, 1905)
- Arctornis moorei (Leech, 1899)
- Arctornis opalina (Collenette, 1951)
- Arctornis pellucida (Swinhoe, 1903)
- Arctornis phaeocraspeda (Collenette, 1938)
- Arctornis rutila (Fabricius, 1781)
- Arctornis silhetica (Walker, 1865)
- Arctornis sinensis (Moore, 1877)
- Arctornis subvitrea (Walker, 1865)
- Arctornis xanthochila  Collenette, 1935
- Arctornis xuthocraspeda  Collenette, 1938

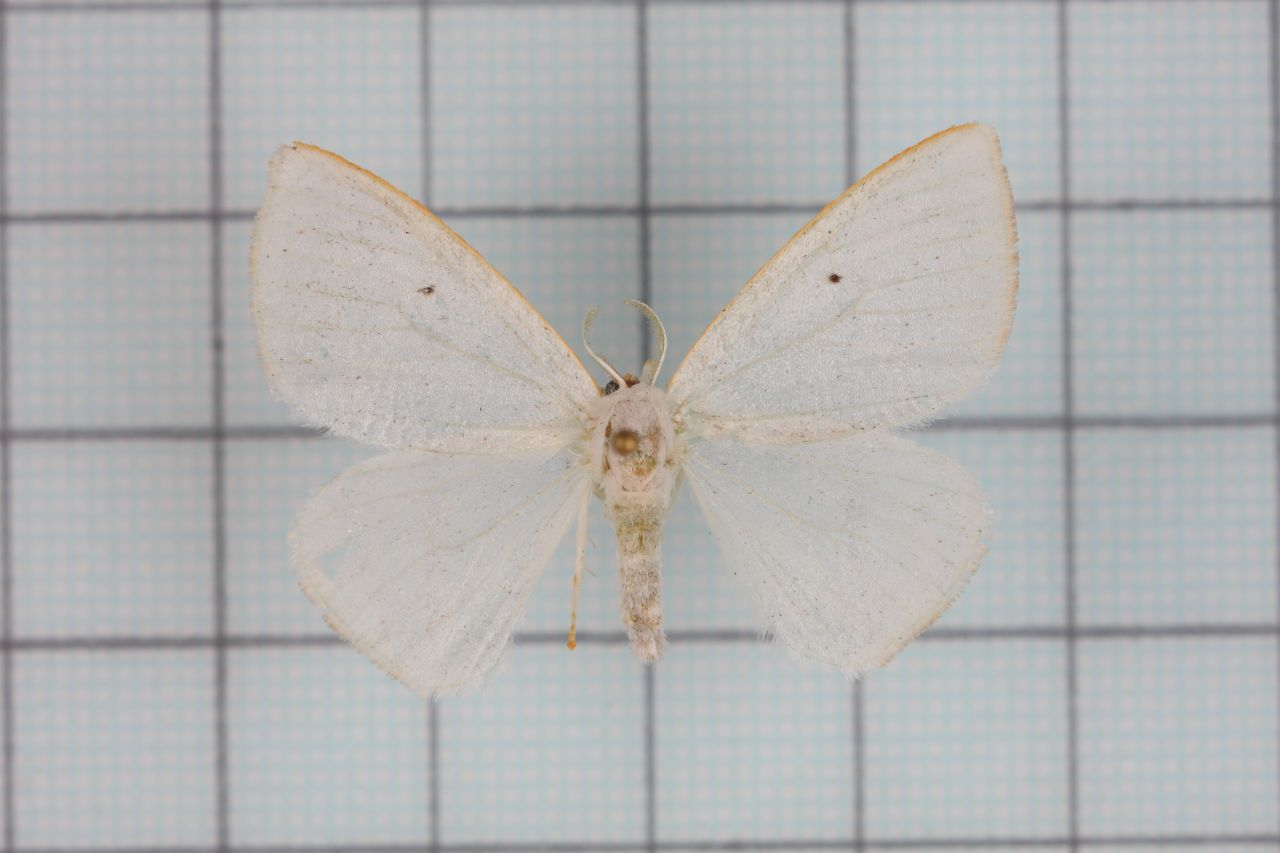
Arctornis cygna
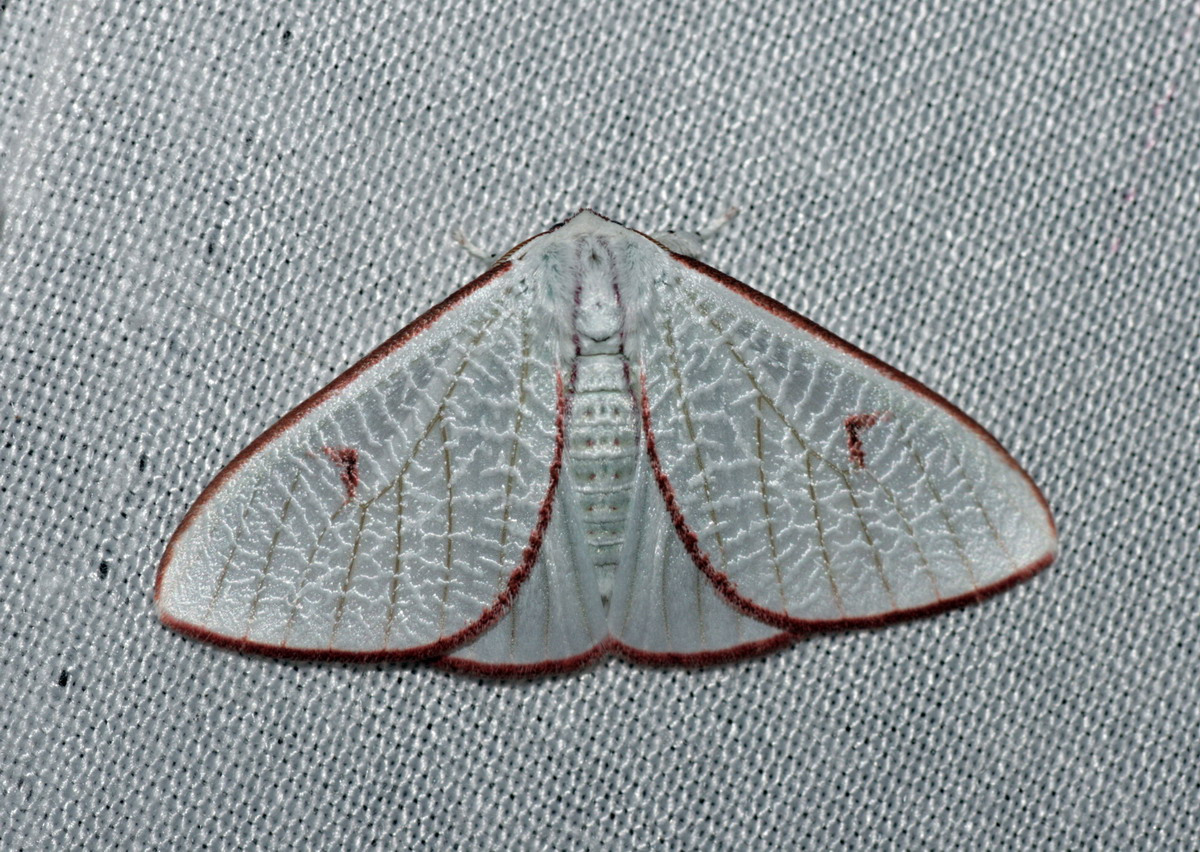
Arctornis egerina
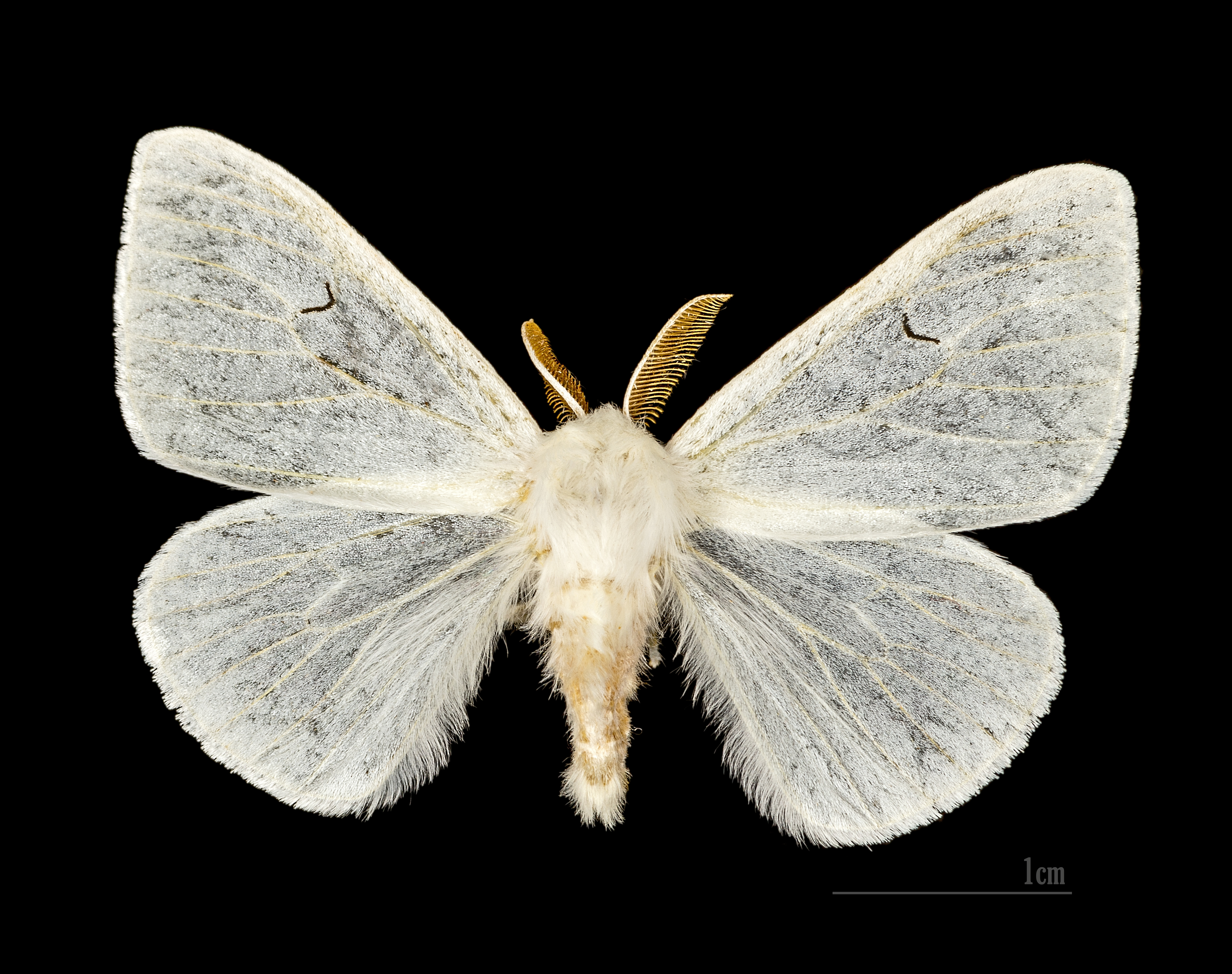
Arctornis l-nigrum